# قرة درة (مقاطعة ديواندرة)
قرة درة (بالفارسية: قره دره) هي قرية تقع في قسم كاني شيرين الريفي (مقاطعة ديواندرة) في إيران. في تعداد عام 2006 ، كان عدد سكانها 425 نسمة ، يتألفون من 84 عائلة. القرية يسكنها الأكراد و يقدر عدد سكانها بـ 354 نسمة بحسب إحصاء 2016.